# Evdokia
Evdokia (en griego: Ευδοκία) es una película griega de 1971, dirigida por Alexis Damianos acerca de un sargento que se casa con una prostituta durante la dictadura griega de los coroneles. La película está protagonizada por Maria Vassiliou y George Koutouzis en los papeles principales.
En Grecia, la película es conocida principalmente por la popular pieza instrumental de zeibekiko "Zeibekiko of Evdokia", escrita por Manos Loizos. En 1986, Evdokia fue votada por la Asociación Griega de Críticos de Cine como la mejor película griega de todos los tiempos.

## Sinopsis
Es un drama de pasión cuyos personajes principales son un sargento del ejército heleno y una prostituta (Evdokia) que se casan después de una breve y apasionada aventura. Muy pronto, sin embargo, la influencia de su entorno tensa su relación, y el hombre intenta separarse, pero sin éxito. La pareja está rodeada de luz dura, la roca, los paisajes desnudos y los ejercicios militares, por un lado, y la sensualidad y las restricciones, por el otro. Debido a su ocupación, Evdokia atrae y repele al sargento. El ambiente pequeño burgués, los elementos lumpen, las franjas sociales y los pequeños intereses sofocan a la joven pareja: aparentemente quieren rebelarse, pero nunca tienen éxito.
Con todo moviéndose entre sensualidad violenta, crueldad, grosería y austeridad total, esta historia "prosaica" asume las dimensiones de una antigua tragedia. La lucha interna de los protagonistas, el conflicto de deseos y valores, la narración directa, el ritmo vigoroso, la inmediatez y la construcción sonora constituyen una de las obras más importantes del cine griego.

## Reparto
- Maria Vassiliou como Evdokia
- Giorgos Koutouzis como Giorgos Baskos
- Koula Agagiotou como Maria Koutroubi
- Christos Zorbas como Giorgos

## Producción
Aunque, según el guion, la película tiene lugar en "una pequeña ciudad de provincias en el norte de Grecia", en realidad el rodaje se realizó por completo en la provincia de Ática, concretamente entre otros en Haidari, Egaleo, Agia Paraskevi y Kifissia. La famosa escena del zeibekiko fue filmada en una taberna en Kato Kifissia.